# Kakuriyo no Yadomeshi
Kakuriyo no Yadomeshi (かくりよの宿飯?) es una serie de novelas ligeras japonesas escritas por Midori Yūma e ilustradas por Laruha. Fujimi Shobo ha publicado doce volúmenes desde 2015 bajo su sello Fujimi L Bunko. Una adaptación a manga con arte de Waco Ioka se ha serializado en la revista de manga josei B's Log Comic de Enterbrain desde 2016. Se ha recopilado en diez volúmenes de tankōbon. Una adaptación de la serie de televisión de anime de 26 episodios de Gonzo se emitió del 2 de abril al 24 de septiembre de 2018. Se estrenará una segunda temporada en el cuarto trimestre de 2025.

## Sinopsis
Aoi Tsubaki es una estudiante universitaria que tiene la capacidad de ver a Ayakashi, un rasgo que heredó de su difunto abuelo. Un día, cuando Aoi pasa por un santuario torii, ve a un Ayakashi sentado allí que anuncia que tiene hambre. Sin embargo, después de darle comida, Aoi es secuestrada por Ayakashi, un ogro llamado Odanna. Él la lleva al Reino Oculto, un mundo donde viven todos los Ayakashi. Él le dice a Aoi que su abuelo le debía una deuda y, como compensación, ella debe casarse con él. En cambio, Aoi negocia con el ogro y le pide trabajar en la posada del ogro, el Tenjin'ya.

## Personajes
Aoi Tsubaki (津場木 葵 Tsubaki Aoi?)
 Seiyū: Nao Tōyama
Ōdanna (大旦那?)
 Seiyū: Katsuyuki Konishi
Ginji (銀次?)
 Seiyū: Shun'ichi Toki
Oryō (お涼?)
 Seiyū: Ai Kakuma
Akatsuki (暁?)
 Seiyū: Yuma Uchida
Byakuya (白夜?)
 Seiyū: Atsushi Tamaru
Shizuna (静奈?)
 Seiyū: Reina Ueda
Kasuga (春日?)
 Seiyū: Mitsuki Nakae
Sasuke (サスケ?)
 Seiyū: Yuuki Inoue
Chiaki (千秋?)
 Seiyū: Takuya Eguchi
Saraku (砂楽?)
 Seiyū: Tomokazu Seki
Ai (アイ?)
 Seiyū: Aya Suzaki

## Contenido de la obra

### Manga
Una nueva adaptación de manga ilustrada por Tsugaru Toba comenzó a serializarse en Monthly Shōnen Sirius el 26 de enero de 2023.

### Anime
En noviembre de 2017 se anunció una adaptación de la serie de televisión de anime. La serie está dirigida por Yoshiko Okuda en Gonzo, con guiones a cargo de Tomoko Konparu, diseños de personajes realizados por Yōko Satō y música compuesta por Takurō Iga. Se emitió del 2 de abril al 24 de septiembre de 2018 en las estaciones Tokyo MX y BS Fuji. Duró dos cursos, con 26 episodios. El tema de apertura es "Tomoshibi no Manimani", interpretado por Nao Tōyama y el primer tema final es "Sai -color-", interpretado por Manami Numakura. El segundo tema de apertura es "Utsushiyo no Yume" de Nano, y el segundo tema de cierre es "Shiranai Kimochi" interpretado por Megumi Nakajima. Funimation transmitió la serie.
La primera temporada del anime cubre del Volumen 1 al Volumen 5 de la serie de novelas ligeras.
En mayo de 2024 se anunció una segunda temporada. La temporada será producida por Gonzo y Makaria y dirigida por Joe Yoshizaki. Tomoko Konparu volverá a escribir los guiones, Hidemi Katsura será el diseñador de personajes y Takurō Iga volverá a componer la música. Su estreno está previsto para octubre de 2025.